# Thomas Akers
Thomas Akers (ur. 20 maja 1951 w Saint Louis) – amerykański astronauta, matematyk i pilot.

## Życiorys
W 1969 ukończył szkołę średnią w Eminence, a w 1973 matematykę stosowaną na University of Missouri-Rolla. Od 1979 służył w siłach powietrznych USA, w 1983 został pilotem doświadczalnym. Posiada nalot ponad 2500 godzin. 5 czerwca 1987 został wyselekcjonowany przez NASA do udziału w programie kosmicznym. Od 6 do 10 października 1990 jako specjalista misji uczestniczył w misji STS-41 trwającej 4 dni, 2 godziny i 10 minut. Od 8 do 16 maja 1992 odbywał swój drugi lot kosmiczny w ramach misji STS-49, trwającej 8 dni, 21 godzin i 17 minut. Od 2 do 13 grudnia 1993 był specjalistą misji STS-61 trwającej 10 dni, 19 godzin i 48 minut. Jego czwartą i ostatnią misją była STS-79 od 16 do 26 września 1996, trwająca 10 dni, 3 godziny i 18 minut. W sierpniu 1997 opuścił NASA. Po zakończeniu w październiku 1999 służby w siłach powietrznych został wykładowcą matematyki na University of Missouri-Rolla.

## Odznaczenia
- Legia Zasługi
- Medal Departamentu Obrony za Wzorową Służbę (trzykrotnie)
- Medal Departamentu Obrony za Chwalebną Służbę
- Air Force Commendation Medal
- Air Force Achievement Medal
- NASA Distinguished Service Medal
- NASA Exceptional Service Medal (dwukrotnie)
- Medal Za Lot Kosmiczny (NASA, czterokrotnie)
- Universal Astronaut Insignia za lot orbitalny (nr 232) – Stowarzyszenie Uczestników Lotów Kosmicznych (Association of Space Explorers(inne języki))[1]